# Sergei Iwanowitsch Kisljak

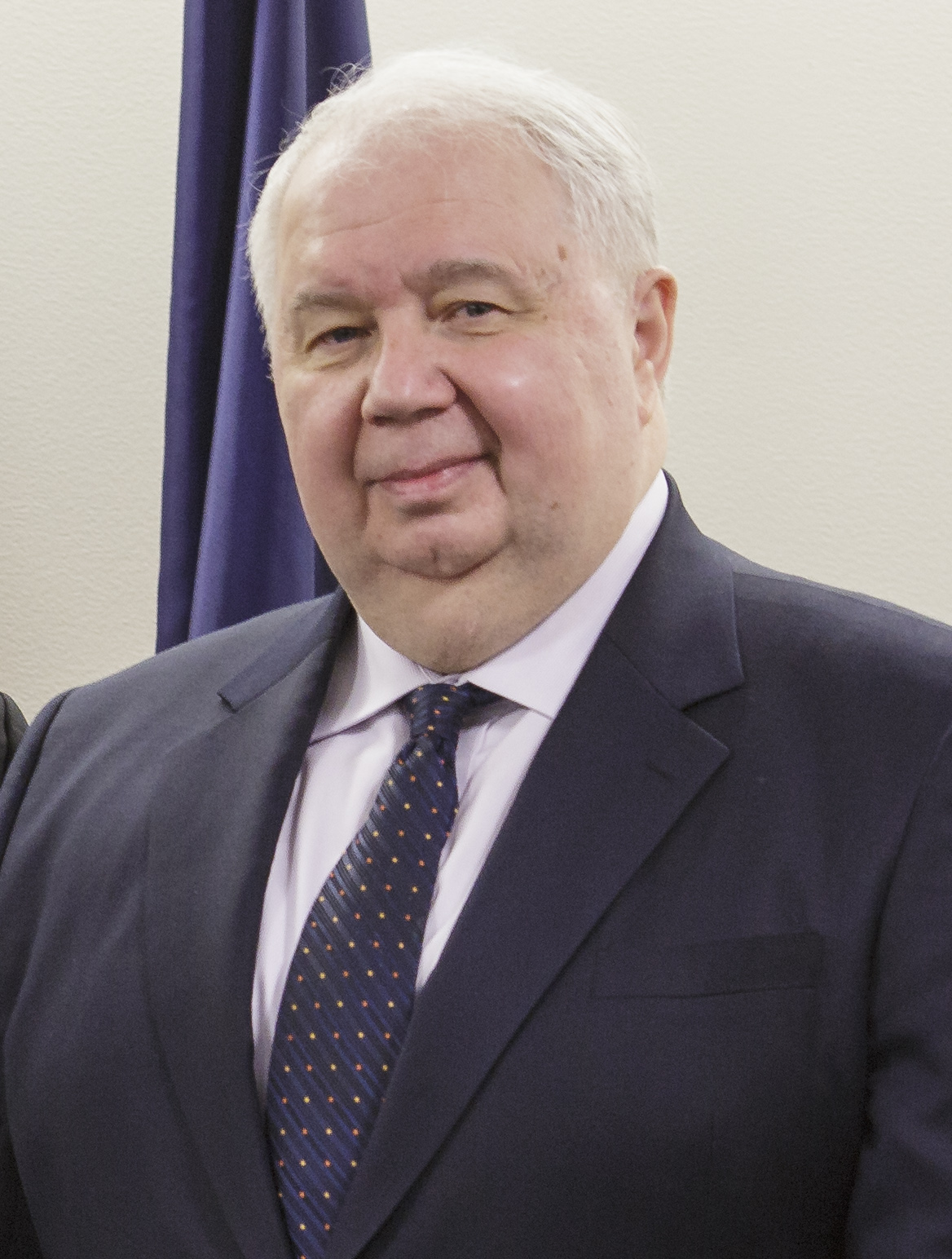
Botschafter Sergei Kisljak (2016)

Sergei Iwanowitsch Kisljak (russisch Сергей Иванович Кисляк; englisch Sergey Kislyak; * 7. September 1950 in Moskau, Sowjetunion) ist ein ehemals sowjetischer jetzt russischer Diplomat, der von 2008 bis 2017 Botschafter Russlands in den USA war.

## Leben
1973 schloss Kisljak, ein ethnischer Ukrainer, das Studium am Moskauer physikalischen Ingenieurinstitut ab, 1977 das Studium an der Akademie für Außenhandel der UdSSR. Im selben Jahr trat er in den auswärtigen Dienst der Sowjetunion ein. 1981 begann Kisljak im Range eines Zweiten Sekretärs bei der Ständigen Mission der Sowjetunion bei den Vereinten Nationen in New York City. Als Erster Sekretär kam er 1985 an die Botschaft der UdSSR in Washington, D.C. und wurde dann zum Botschaftsrat befördert.
Von 1989 bis 1991 war Kisljak stellvertretender Leiter der Abteilung für Internationale Organisationen im sowjetischen Außenministerium. Anschließend diente Kisljak zwei Jahre im russischen Außenministerium als stellvertretender Leiter der Abteilung für internationale wissenschaftliche und technische Zusammenarbeit, ehe er 1993 zum Direktor dieser Abteilung ernannt wurde. 1995 wurde Kisljak Direktor der Abteilung Sicherheit und Abrüstung.
1998 erfolgte seine Ernennung zum Botschafter Russlands in Belgien, wo er bis 2003 arbeitete. In Brüssel diente er zugleich als Ständiger Vertreter Russlands bei der NATO.
Am 26. Juli 2008 wurde Kisljak vom russischen Präsidenten Dmitri Medwedew zum Botschafter in den USA ernannt. Der frühere Botschafter der USA in Russland, Michael McFaul, bezeichnete Kisljak als sehr aktiven und effizienten Übermittler der Positionen der russischen Regierung, er gilt allerdings mit seiner verbindlichen Art und langen Abwesenheit aus Moskau nicht als Putin-Vertrauter. Kisljak geriet 2017 weltweit in Schlagzeilen, weil er 2016 mit verschiedenen Personen aus der Präsidentschaftswahlkampagne Donald Trumps zusammengetroffen war oder gesprochen hatte, die das zunächst nicht angegeben hatten (Jeff Sessions, Michael T. Flynn, Jared Kushner). Daher war Kisljak zeitweilig im Fokus der Ermittlungen gegen Trump wegen mutmaßlicher geheimer Absprachen mit russischen Stellen. Laut CNN sahen US-Nachrichtendienste in Kisljak einen der wichtigsten Spione und Spionanwerber Russlands in den USA, was das russische Außenministerium scharf zurückgewiesen hat. Kisljak wurde Ende Juli 2017 nach Russland zurückberufen. In der Zwischenzeit bis zur Akkreditierung seines Nachfolgers Anatoli Antonow nahm der Gesandte Denis W. Gontschar die Amtsgeschäfte wahr.
Im August 2017 kandidierte Kisljak erfolgreich für den russischen Föderationsrat und gehört dem Gremium seit dem 20. September 2017 für eine fünfjährige Mandatszeit an.